# Neobatrachus kunapalari
Neobatrachus kunapalari là một loài ếch thuộc họ Myobatrachidae.
Đây là loài đặc hữu của Úc.
Môi trường sống tự nhiên của chúng là vùng cây bụi ôn đới, thảm cây bụi kiểu Địa Trung Hải, đồng cỏ khô nhiệt đới hoặc cận nhiệt đới vùng đất thấp, và đầm nước ngọt có nước theo mùa.